# Morosche Karottensuppe

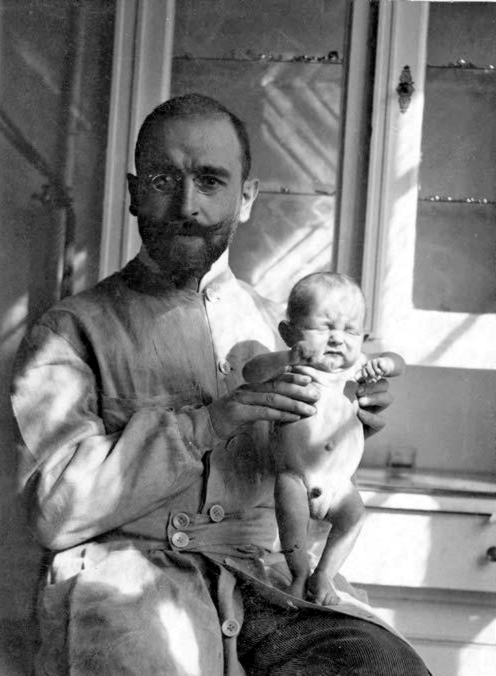
Ernst Moro (links, 1904)

Die Morosche Karottensuppe (auch Moro-Suppe) ist eine Karottensuppe aus Möhren, Wasser und Salz. Die erstmals von Ernst Moro Anfang des 20. Jahrhunderts publizierte Suppe wird als Schonkost bei Durchfallerkrankungen verabreicht und hat mikrobiologische Wirkung.

## Zubereitung
Für die Morosche Karottensuppe werden 500 g geschälte Karotten in einem Liter Wasser 90 Minuten gekocht. Danach werden die Karotten püriert. Anschließend wird die Suppe mit kochendem Wasser und 3 g Salz wieder aufgefüllt.
Bei Varianten des Rezepts werden bei der Zubereitung außerdem noch einige Fleischstücke oder Fleischbrühe hinzugefügt.

## Anwendung als Haus- und Heilmittel
Die Morosche Karottensuppe findet als natürliches Heilmittel in der Human- und Tiermedizin Anwendung.
Erstmals wurde sie am Anfang des 20. Jahrhunderts publiziert. Der renommierte österreichische Kinderarzt Ernst Moro war zu jener Zeit Oberarzt an der Kinderklinik der Ludwig-Maximilians-Universität München. Die Sterbe- und Komplikationsrate von Kindern mit Durchfallerkrankungen konnte er 1908 durch die Verabreichung dieser Karottensuppe drastisch senken. Moro bereitete die Suppe nach alten Hausrezepten zu, womit er vielen Kindern in seinem Wirkungsbereich das Leben rettete.
Etwa 100 Jahre später konnte der Nachweis eines auf der Zubereitung basierenden biochemischen Phänomens die Wirksamkeit belegen: Beim langen Kochen der Karotten entstehen kleinste Zuckermoleküle, die den Rezeptoren des Darmepithels ähneln, so dass die pathogenen Darmkeime statt an der Darmwand an den Zuckermolekülen andocken und einfach ausgeschieden werden. Auf diese Weise kann die Darmflora wieder gesunden.
Die Morosche Karottensuppe wird nicht nur in der Humanmedizin, sondern auch in der Tiermedizin eingesetzt. Besonders in der Hundehaltung ist sie ein bewährtes Hausmittel gegen Durchfallerkrankungen.